# 豬凝血性腦脊髓炎病毒
豬凝血性腦脊髓炎病毒（Porcine hemagglutinating encephalomyelitis virus、PHEV）是乙型冠狀病毒屬的病毒，是已知唯一一種可感染豬神經組織的病毒。此病毒與牛冠狀病毒、人類冠狀病毒OC43等感染不同動物的病毒皆屬同種乙型冠狀病毒1型的不同分型。

## 研究歷史
1957年，加拿大安大略出現高傳染率的疾病感染，在小豬造成嘔吐、食慾不振、消瘦與便秘等症狀，隨後安大略多處養豬場爆發小豬腦脊髓炎的疫情，出生約一週的小豬出現顫抖、蜷縮、啼哭與拒絕接受哺乳的症狀，隨後出現嘔吐、共濟失調與感覺過敏等神經症狀，並於之後兩三天後死亡。
造成此病的病毒因可使血球凝集而被命名為凝血性腦脊髓炎病毒（hemagglutinating encephalomyelitis virus），最初被誤認為副黏液病毒科的病毒，直到1971年才被確認為冠狀病毒。有研究人員將此病稱為嘔吐衰弱症（vomiting and wasting disease、VWD），類似疫情也在北美洲其他區域與歐洲、日本、韓國、阿根廷等地發生，此病一般僅在出生未滿四週的小豬造成嚴重症狀，感染成年的豬所造成的症狀則輕微許多。

## 基因組
豬凝血性腦脊髓炎病毒的基因組約長30700nt，編碼冠狀病毒皆有的複製酶（1a/1b）和刺突蛋白（S）、膜蛋白（M）、外膜蛋白（E）與衣殼蛋白（N）等四種結構蛋白，另外還有血凝素酯酶（HE）與NS2、NS4.9、NS12.7與N2等四個輔助蛋白，其中HE與NS2為乙型冠狀病毒支序A（lineage A）的病毒皆有的特徵。基因組中的基因順序為1ab-NS2-HE-S-NS4.9-NS12.7-E-M-N-N2，其中N2的開放閱讀框位於衣殼蛋白的開放閱讀框之中。